# Ehrengard von Isenburg
Ehrengard von Isenburg (* 1. Oktober 1577; † 20. September 1637 in Frankfurt am Main), nach anderen Quellen auch „Irmgard“ war eine Tochter des Grafen Philipp II. von Isenburg-Büdingen (* 23. Mai 1526; † 5. April 1586) und der Gräfin Irmgard von Solms, die bei ihrer Geburt starb.

## Leben
Verheiratet war Ehrengard seit dem 16. August 1604 mit Albrecht von Hanau-Münzenberg-Schwarzenfels (* 1579; † 1635). Ihre Kinder waren:
- Albrecht (Albert) (* 1606; † 1614), begraben im Kloster Schlüchtern. Die Bestattung wurde 1938 und 1986 im Rahmen archäologischer Ausgrabungen untersucht und anschließend wieder beigesetzt.[3]
- Moritz (* 1606; † noch als Kind)
- Katharina Elisabeth (* vor oder am 14. September 1607; † 14. September 1647), verheiratet mit Graf Wilhelm Otto von Isenburg-Birstein (* 1597; † 1667)
- Johanna von Hanau-Münzenberg (* 1610; † 13. September 1673 in Delft), verheiratet mit
  - 1.) Wild- und Rheingraf Wolfgang Friedrich von Salm-Dhaun (* 1589; † 24. Dezember 1638) seit September 1637[4]). Die Ehe blieb kinderlos.
  - 2.) Prinz Manuel António von Portugal (* 1600; † 1666) am 14. Dezember 1646.
- Magdalena Elisabeth (* 28. März 1611; † 26. Februar 1687), verheiratet mit Reichserbschenk Georg Friedrich, Graf zu Limpurg in Speckfeld (* 1596; † 1651)
- Johann Ernst (* 13. Juni 1613; † 12. Januar 1642), verheiratet mit Prinzessin Susanna Margarethe von Anhalt-Dessau (* 25. August 1610; † 3. Oktober 1663), letzter regierender Graf aus dem Hause Hanau-Münzenberg
- Ludwig Christoph (* 1614; † kurz nach der Taufe)
- Elisabeth (* 1615?; † 1665)
- Marie Juliane (* 15. Januar 1617; † 28. Oktober 1643), verheiratet mit Graf Johann Ludwig von Isenburg-Birstein (* 1622; † 1685)

Ehrengard, ihr Mann und die Familie mussten 1633, bedingt durch den Dreißigjährigen Krieg, ihre Residenz, die Burg Schwarzenfels, verlassen. Sie flohen zuerst nach Worms und später nach Straßburg, wo sie mit großen finanziellen Schwierigkeiten zu kämpfen hatten. Dort starb ihr Mann 1635. Daraufhin siedelte sie nach Frankfurt am Main um, wo sie zwei Jahre später starb.

## Bewertung
Ihre Herkunft aus dem Haus Isenburg und die Ehen zweier ihrer Töchter mit Mitgliedern des Hauses Isenburg weisen auf den Versuch ihres Gatten, sich in seinem Streit mit seinem älteren Bruder, Graf Philipp Ludwig II. von Hanau-Münzenberg, um das väterliche Erbe und einen Anteil an der Landesherrschaft, durch diese Allianz einen Rückhalt bei einem benachbarten Grafenhaus zu verschaffen.

## Tod
Ehrengard starb noch im Exil am 20. September 1637 in Frankfurt am Main. Erst am 18. Februar 1646 wurden ihre sterblichen Überreste nach Hanau überführt und dort in der Gruft des Hauses Hanau-Münzenberg in der Marienkirche in einem doppelten, mit Samt ausgekleidetem und mit Teer abgedichteten Holzsarg, der von einem Zinnsarg umgeben war, beigesetzt. Der Zinnsarg wurde in den Wirren der napoleonischen Zeit 1812 gestohlen. 1879 wurde die Bestattung in einen neuen Sarg umgebettet. Eine Leichenpredigt für Ehrengard liegt vor.